# Kommt Zeit, kommt Tod. Der Dichter Heiner Müller
Kommt Zeit, kommt Tod. Der Dichter Heiner Müller ist ein Dokumentarfilm von Gabriele Conrad und Gabriele Denecke von 2001. Er ist die  ausführlichste filmische Darstellungen über dessen Biographie.

## Inhalt
In dem Film wird sehr sachkundig die Entwicklung von Leben und Werk des Dichters Heiner Müller beschrieben. Es kommen Zeitzeugen wie sein Bruder Wolfgang Müller, die Autoren B. K. Tragelehn, Katja Lange-Müller und Thomas Brasch, die ehemalige Lebensgefährtin Margarita Broch und der Schauspieler Ulrich Mühe zu Wort, es gibt Ausschnitte aus Theaterinszenierungen seiner Stücke, Heiner Müller erzählt aus seinem Leben und liest eigene Texte, dazu gibt es dokumentarische Filmausschnitte historischer Ereignisse und mehr. Als ein roter Faden durchzieht den Film das Thema Tod und menschliche Zerstörung, basierend auf traumatischen Erfahrungen des Dichters in seinen frühen Jahren und den lebenslangen Versuchen, dieses literarisch zu verarbeiten.

## Produktion und Nachwirkungen
Diese Koproduktion von ORB, SFB und SWR wurde im Rahmen der Filmreihe Lebensläufe produziert und gesendet.
Die erste Ausstrahlung fand am 7. Mai 2001 im SWR statt, Wiederholungen gab es  am 25. Mai 2001 im ORB, (am 26. Mai 2001 im SWR?), später bei 3sat und am 8. Januar 2009 im RBB anlässlich des 80. Geburtstages des Dichters.
Der Titel des Films ist ein Zitat aus seinem Poem Mommsens Block (1992), das von dem Regisseur Alexander Kluge auch in dessen Grabrede 1996 erwähnt wurde. Die Aufnahmen mit Heiner Müller in dem Film sind zumeist aus den Interviews Kluges mit ihm.
Der Film Kommt Zeit, kommt Tod ist die ausführlichste biographische Darstellung über den Dichter, die anderen längeren Dokumentationen über ihn beschreiben vor allem sein  Werk und Inszenierungen, und erwähnen  biographische Angaben nur beiläufig.
Die Autorin Brigitte Bialojahn schrieb 2014 den Krimi Kommt Zeit – kommt Tod, in dessen Rezension ausdrücklich auf diesen großartigen Dokumentarfilm über den Dramatiker  verwiesen wird.